# Eric Rasmusson
Eric Rasmusson, född 1916 i Getinge, död i maj 2011, var en svensk industriman, författare och bibliofil. Han skrev flera böcker, bland annat om Hallands kulturhistoria. I sitt yrkesliv var han direktör på Tetra Pak. 
1997 donerade han sin stora samling av litteratur om landskapet Halland till Högskolan i Halmstad. Sedan 2000 finns den i Hallandsrummet på biblioteket där.

## Utmärkelser, ledamotskap och priser
- Ledamot av Vetenskapssocieteten i Lund (LVSL)[3]
- Hedersdoktor vid humanistiska fakulteten, Lunds universitet (2004)[4]